# 狂野城市
《狂野城市》（英語：The City Gone Wild）是一部1927年的無聲黑幫電影，導演是占士·克魯茲。由Famous Players-Lasky公司製作，派拉蒙電影發行。主演是路易絲·布魯克斯。本片現在是散失電影。

## 演員
- Thomas Meighan（英语：Thomas Meighan） 飾 John Phelan
- Marietta Millner（英语：Marietta Millner） 飾 Nada Winthrop
- 路易絲·布魯克斯（英语：Louise Brooks） 飾 Snuggles Joy
- Fred Kohler（英语：Fred Kohler） 飾 Gunner Gallagher
- Duke Martin 飾 Lefty Schroeder
- Nancy Phillips 飾 Lefty's girl
- Wyndham Standing（英语：Wyndham Standing） 飾 Frank Ames
- Charles Hill Mailes（英语：Charles Hill Mailes） 飾 Luther Winthrop
- King Zany 飾 the bondsman
- Gunboat Smith（英语：Gunboat Smith） 飾 警察

## 外部連結
- 互联网电影数据库（IMDb）上《狂野城市》的资料（英文）